# ルシュニャ
ルシュニャ（アルバニア語: Lushnjë）は、アルバニア中西部の都市。フィエル州ルシュニャ県の県都で、人口は54,813人である。ドゥラスとベラトを結ぶ街道沿いに中世後期、サルシェというトルコ人の未亡人が開いた茶屋が街の起源とされる。2000年になっても年配の男性は街をサルシェと呼んでいた。
1920年1月には国会が設けられ、アルバニアの暫定首都となった。国会に会した全国の首長はティラナを暫定首都とすることにし、後にこれが恒久首都となった。
山国アルバニアでは珍しく、県内では農業が盛んで、全国の食料庫の役割を果たしている。社会主義体制下では食品加工や建設資材関連の工場が数多く存在したが、体制崩壊による余波で軒並み破綻した。
市街から3キロメートルほどのサヴラでは1385年、ゼタ公国とオスマン帝国が初めて戦火を交え、このサヴラの戦いと呼ばれる戦闘でゼタ公国のバルシャ2世が戦死した。

## ゆかりの人物
- レイ・マナイ - サッカー選手
- ヒスニ・ゼラ - 歌手
- マルガリータ・ジェパ - 俳優
- ケマル・ムライ - 近代アルバニア建国の父
- フェリト・ヴォコポラ - 近代アルバニア建国の父
- ネビ・セファ - 近代アルバニア建国の父